# Hideghavas
Hideghavas, román nyelven Muntele Rece, falu Romániában, Erdélyben, Kolozs megyében.

## Fekvése
Gyalutól délnyugatra fekvő település.

## Története
Nevét 1888-ban Hideghavas (Montile-rece) néven említette először oklevél.
A trianoni békeszerződés előtt Kolozs vármegye Gyalui járásához tartozott. 1910-ben 1036 lakosából 9 magyar, 1026 román volt. Ebből 1026 görögkeleti ortodox volt.